# Дрёзе, Карл
Карл Дрёзе (нем. Karl Dröse; 27 декабря 1913, Франкфурт-на-Майне, Пруссия — 16 сентября 1996, Франкфурт-на-Майне, Гессен) — немецкий хоккеист на траве, вратарь. Серебряный призёр летних Олимпийских игр 1936 года.

## Биография
Карл Дрёзе родился 27 декабря 1913 года в немецком городе Франкфурт-на-Майне.
Играл в хоккей на траве за «Заксенхаузен-1857» из Франкфурта-на-Майне, в составе которого выиграл чемпионат Германии в 1939 и 1943 годах.
В 1936 году вошёл в состав сборной Германии по хоккею на траве на летних Олимпийских играх в Берлине и завоевал серебряную медаль. Играл на позиции вратаря, провёл 3 матча, пропустил 8 мячей от сборной Индии.
В 1935—1939 годах провёл за сборную Германии 11 матчей.
Умер 16 сентября 1996 года во Франкфурте-на-Майне.

## Семья
Племянник — Хорст Дрёзе (род. 1949), западногерманский хоккеист на траве. Олимпийский чемпион 1972 года.